# Народна соціалістична партія Росії

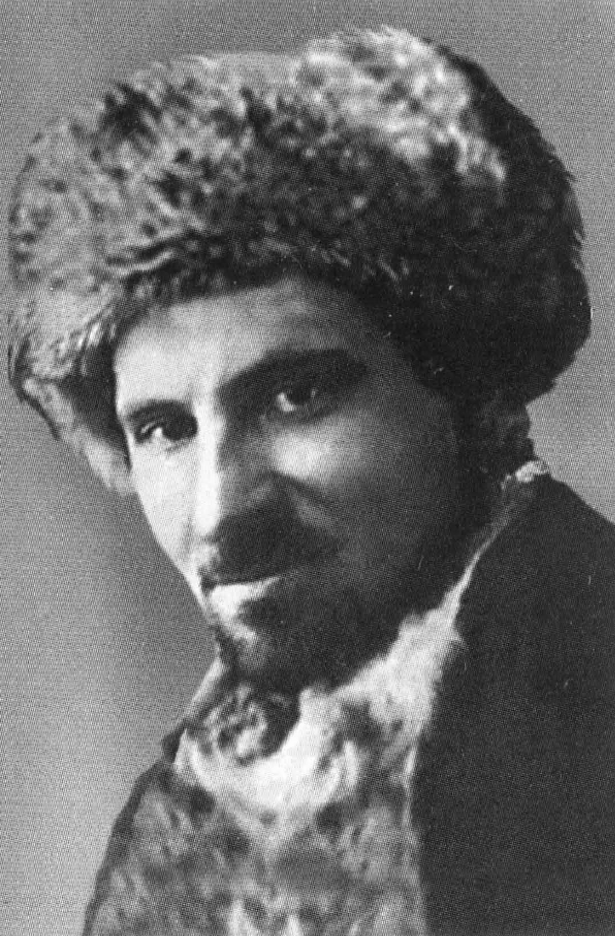
Костянтин Воскобойник — перший голова НСПР

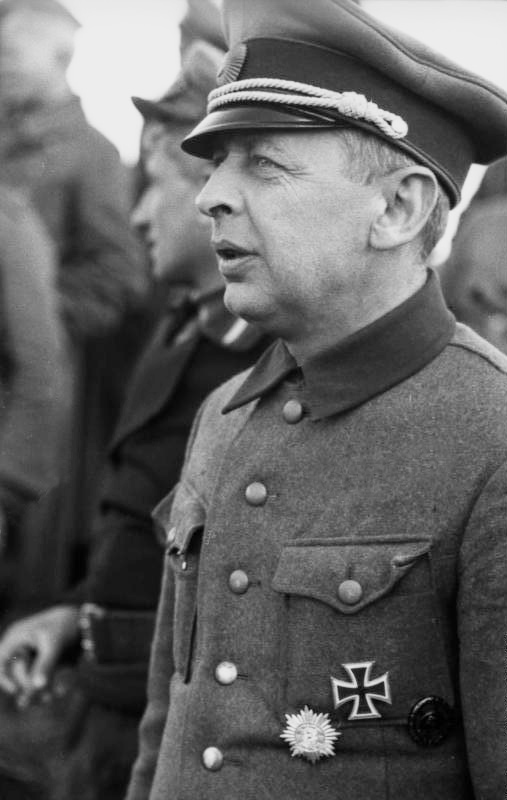
Броніслав Камінський — другий голова НСПР

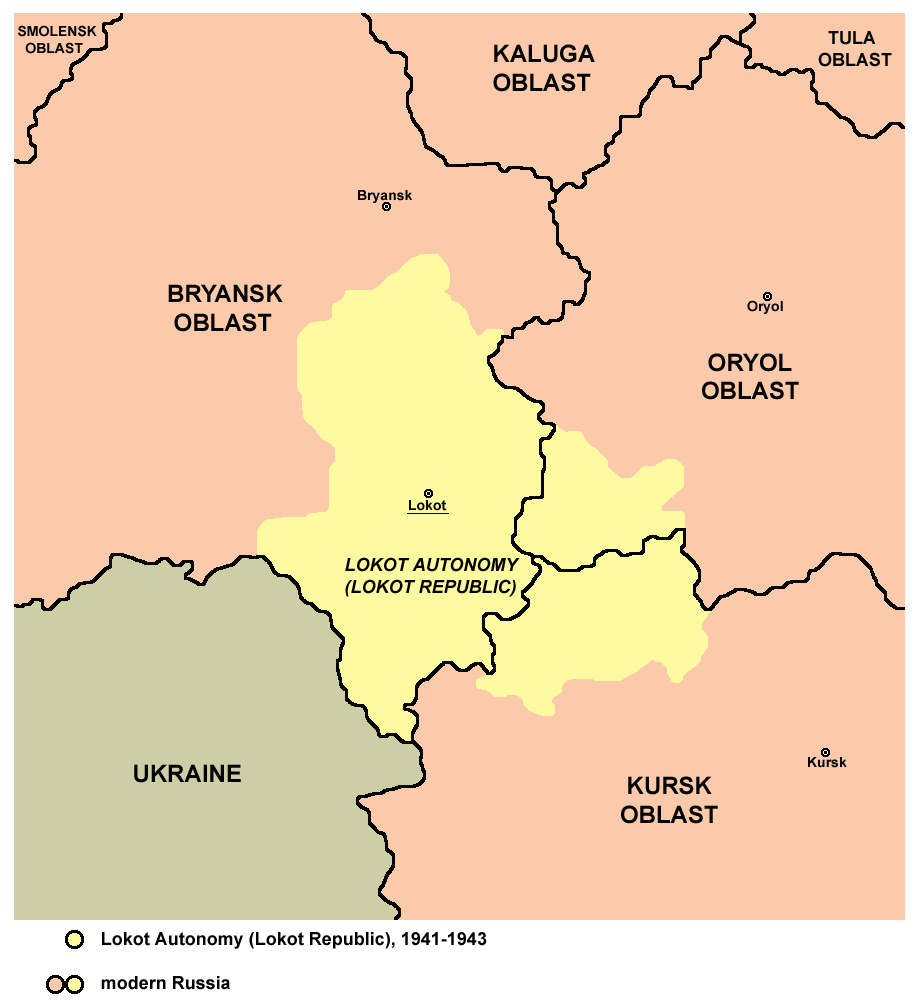
Локотська республіка

Народна соціалістична партія Росії (рос. Народная социалистическая партия России «Викинг», «Витязь») — російська колабораціоністська фашистська партія, що діяла з кінця 1941 на території Локотської республіки.

## Історія
4 листопада 1941 німецькі війська зайняли селище Локоть, що на території Брянської області. 16 листопада окупаційна влада затвердила тут місцеве самоуправління на чолі з Костянтином Воскобойником, який до цього працював учителем фізики у лісовому технікумі розташованого неподалік Брасова. Воскобойник виступив з концепцією створення нового політичного угруповання. 25 листопада був опублікований Маніфест Народної соціалістичної партії Росії, дія якого надалі розповсюдилася на території окупованих Орловської та Курської областей РРФСР. Одночасно було розпочато видавництво партійної газети «Голос народу» (рос. Голос народа). Головою партії було обрано Костянтина Воскобойника, заступником голови — колишнього інженера локотського спиртового заводу Броніслава Камінського. Головними ідеями партії були: повалення радянської влади, ліквідація колгоспів та радгоспів, передача землі селянам у довічне користування без права на продаж, безкоштовне користування лісовими ресурсами для будівництва помешкань, збереження державного контролю над лісами, дорогами, залізничними шляхами, фабриками та заводами, впровадження часткової приватної власності, двомісячної відпустки (щоби кожен встиг обробити свій наділ). За допомогою німців мала бути створена нова Російська держава. Однак 8 січня 1942 Костянтин Воскобойник був застрелений партизанами в поселенні Локоть. Його місце зайняв Броніслав Камінський, який головну увагу приділив організації та посиленню самооборони, у 1942—43 перетвореної на Російську визвольну народну армію (рос. Русская освободительная народная армия, РОНА). Народна соціалістична партія Росії не була легалізована німецькою владою; припинила існування після відводу німецьких військ з окупованої території РРФСР.
Протягом грудня 1941 було створено п'ять партійних ланок — по декілька десятків членів партії та по декілька сотень співчуваючих у кожній ланці. Партійний комітет знаходився у Локотській республіці під охороною власних сил правопорядку — загону міліції.

## Маніфест
Повний текст Маніфесту Народної соціалістичної партії Росії:
|  | Коротка назва Народної соціалістичної партії — «ВІКІНГ» (Вітязь). Народна соціалістична партія бере на себе відповідальність за долю Росії. Вона бере на себе зобов'язання створити уряд, який забезпечить спокій, порядок та всі умови, необхідні для процвітання мирної праці в Росії, для підтримки її честі та гідності. У своїй діяльності Народна соціалістична партія буде керуватися наступною програмою: - Повне знищення в Росії комуністичного та колгоспного ладу. - Безкоштовна передача селянам у вічне, спадкове користування всієї орної землі з правом оренди та обміну ділянками, але без права її продажу. (У руках одного громадянина може бути тільки одна ділянка). Розмір ділянки біля 10 гектар у середній смузі Росії. - Безкоштовна передача у вічне, спадкове користування кожному громадянину Росії садибної ділянки, з правом обміну, але без права продажу. Розмір ділянки у середній смузі Росії визначається приблизно в 1 гектар. - Вільне розгортання приватної ініціативи, у відповідності з чим дозволяється приватним особам вільно займатися всіма ремеслами, промислами, будівництво фабрик та заводів. Розмір капіталу в особистому розпорядженні обмежується п'ятьма мільйонами золотих рублів на кожного повнолітнього громадянина. - Встановлення на всіх видах виробництв двомісячної річної відпустки з метою використання її для роботи на власних садибних ділянках. ПРИМІТКА: На шкідливих виробництвах тривалість відпустки збільшується до чотирьох місяців. - Наділення всіх громадян безкоштовно лісом з державних дач для побудови житла. - Закріплення у власність Держави лісів, залізничних шляхів, надр землі та всіх основних фабрик і заводів. - Амністія всіх комсомольців. - Амністія рядових членів партії, що не заплямували себе знущанням над народом. - Амністія всіх комуністів, що зі зброєю в руках брали участь у поваленні сталінського режиму. - Амністія Героїв Радянського Союзу. - Нещадне винищення євреїв, що були комісарами. Вільна праця, приватна власність у межах, встановлених законом, державний капіталізм, доповнений та виправлений приватною ініціативою, та громадянська доблесть будуть основою побудови нового державного порядку в Росії. Нинішня програма буде виконана після завершення війни та після приходу Народної соціалістичної партії до влади. |